# Брахбах
Брахбах (нім. Brachbach) — громада в Німеччині, розташована в землі Рейнланд-Пфальц. Входить до складу району Альтенкірхен. Складова частина об'єднання громад Кірхен (Зіг).
Площа — 6,36 км2. Населення становить 2293 ос. (станом на 31 грудня 2020).

## Галерея

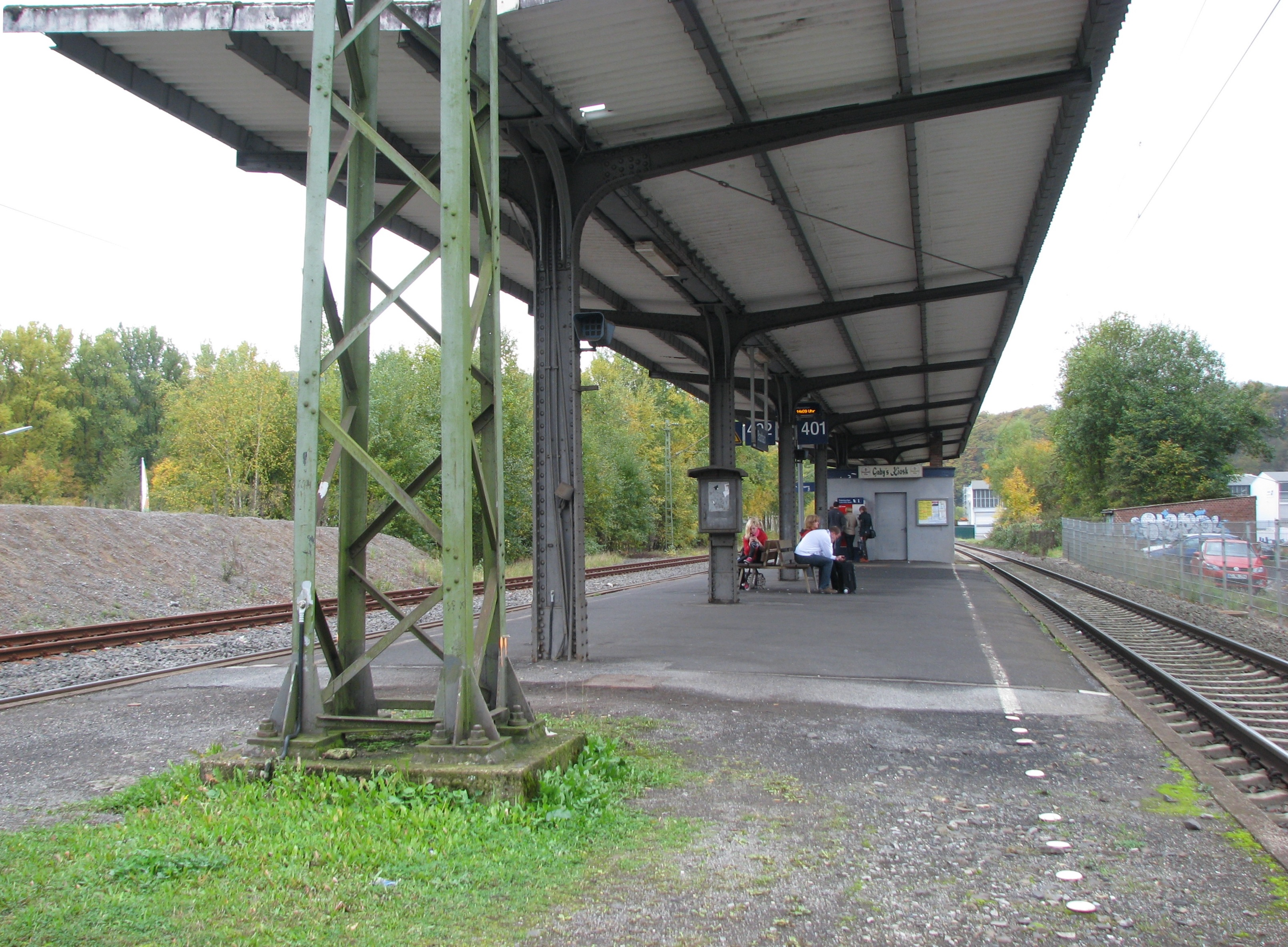